# Jewgienij Smirnow
Jewgienij Władimirowicz Smirnow (ros. Евгений Владимирович Смирнов; ur. 28 grudnia 1947 w Gorkach w obwodzie niżnonowogrodzkim, zm. 27 stycznia 2016) – radziecki i ukraiński aktor teatralny i filmowy, Zasłużony Artysta Ukraińskiej SRR (1984) i Ludowy Artysta Rosji (2003).
Absolwent klasy sztuki teatralnej Ufimskiej Państwowej Szkoły Sztuk z 1967, po ukończeniu której odbywał służbę wojskową w Teatrze Floty Czarnomorskiej im. B.A. Ławrieniewa, po zwolnieniu ze służby został przeniesiony do Sewastopolskiego Teatru im. A.W. Łunaczarskiego. Od 1989 mieszkał w Kijowie, występował w Teatrze Rosyjskiego Dramatu im. Łesi Ukrainki. W latach 1996–2016 był aktorem Omskiego Akademickiego Teatru Dramatycznego.